# Sainte-Chapelle

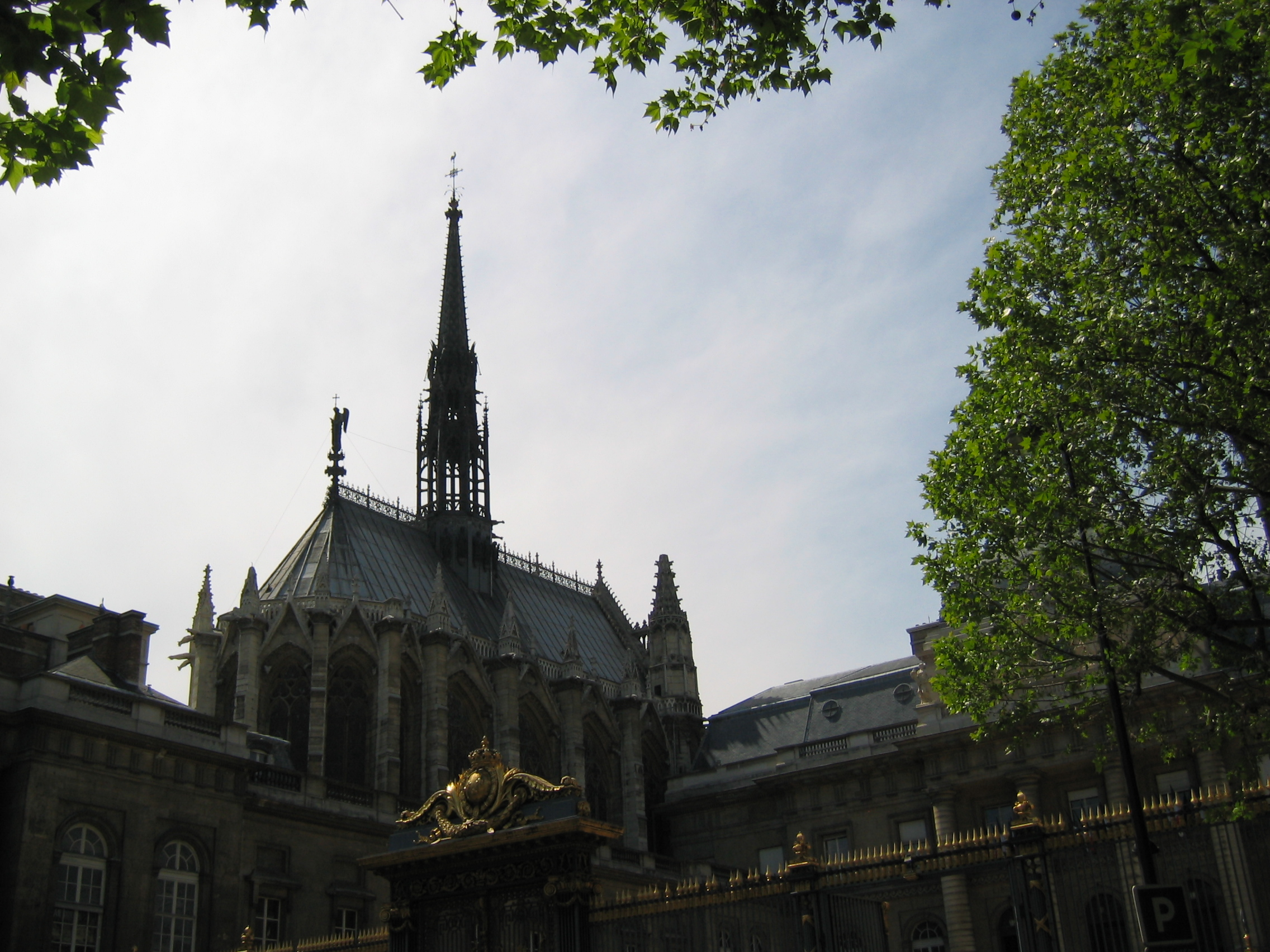
Sainte-Chapelle

Sainte-Chapelle (nghĩa là Nguyện đường Thánh) là một nhà thờ Công giáo nằm trên đảo Île de la Cité, thuộc Quận 1 thành phố Paris. Công trình này được vua Louis IX xây dựng vào giữa thế kỷ 13, dành cho các thánh tích của Chúa Giêsu. Sainte-Chapelle mang phong cách kiến trúc Gothic tiêu biểu, ngày nay là một trong những địa điểm du lịch quan trọng của Paris.

## Nhà thờ Sainte-Chapelle
Nằm trên đảo Île de la Cité, gần nhà thờ Sainte-Chapelle còn nhiều công trình nổi tiếng khác như nhà thờ Đức Bà, Conciergerie, Tòa án tư pháp...
Công trình dài 36 mét, rộng 17 mét, nhưng có chiều cao tới 42 mét, bao gồm hai nhà thờ nhỏ, ở dưới và ở trên. Tiêu biểu kiến trúc Gothic của Pháp, nhà thờ Sainte-Chapelle được trang trí một bộ 15 cửa kính màu cùng một cửa kính lớn hình hoa hồng. Bên cạnh đó còn nhiều tác phẩm điêu khắc và họa phẩm trên tường. Những họa phẩm từ thời Gothic này được khôi phục vào thế kỷ 19, còn các ô kính cao thể hiện nghệ thuật ghép kính của thế kỷ 13, giữ được hai phần ba là gốc.
Nhà thờ phía dưới của Sainte-Chapelle, thờ Đức Mẹ, trước kia dành cho dành cho những gia nhân của cung điện. Phần dưới này được bao quanh bởi các cột trụ, chịu sức nặng của nhà thờ phía trên.
Nằm gần cung điện hoàng gia, nhà thờ phía trên thông với các phòng của vua bằng một hành lang. Đây là nơi lưu trữ các thánh tích, trước kia được dành riêng cho hoàng gia. Các ô cửa kính màu của gian giữa nhà thờ cao tới 15,35 mét, rộng 4,70 mét. Các cửa kính hậu cung cao 13,45 mét, rộng 2,10 mét. Những cửa kính màu này thể hiện các trích đoạn trong Kinh Thánh.
Dàn nhạc ống của Sainte-Chapelle đã được mang về nhà thờ Saint-Germain-l'Auxerrois cách đó không xa.

## Lịch sử

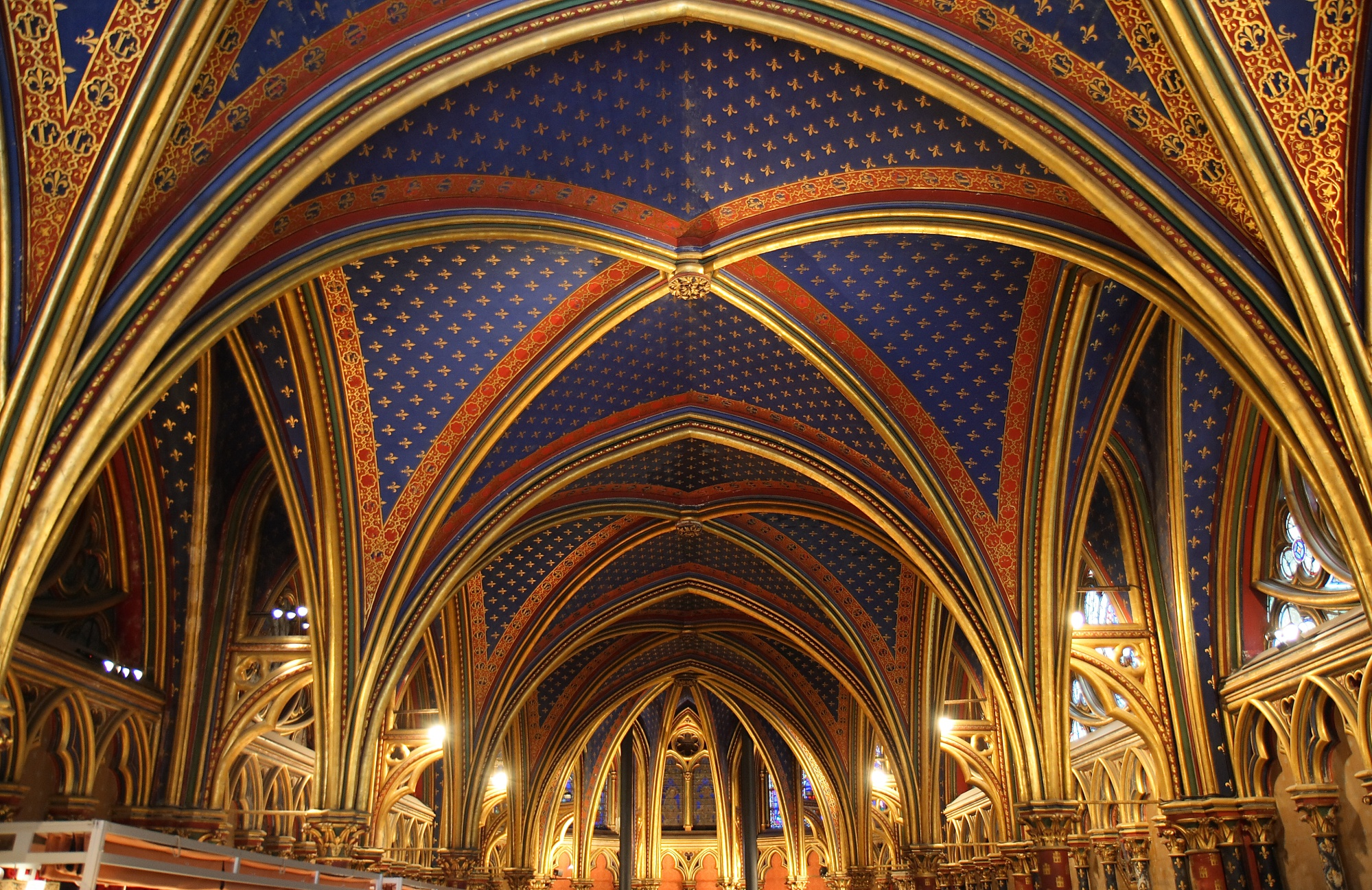
Tầng phía dưới của Sainte-Chapelle

Ngày 11 tháng 8 năm 1239, sau hai năm thương lượng, vua Louis IX đã mua lại được mão gai của Chúa từ hoàng đế Constantinopolis Baudouin II với giá rất lớn. Năm 1241, Louis IX tiếp tục mua các thánh tích khác từ Byzantium, gồm một mảnh của cây thánh giá và mũi cây giáo. Louis IX quyết định xây dựng giữa Palais de la Cité một công trình xứng đáng với các báu vật đó.
Được thực hiện trong 6 năm, tới năm 1248 công trình hoàn thành. Trong thời gian xây dựng, các thánh tích được lưu trữ ở nhà thờ nhỏ của lâu đài Vincennes. Tác giả có lẽ là kiến trúc sư Pierre de Montreuil, người cũng tham gia công trình nhà thờ Đức Bà và tu viện Saint-Denis. Phí tổn xây dựng Sainte-Chapelle là 32.000 livre, tiền Paris khi đó. Vào cuối thế kỷ 15, trong khoảng từ năm 1485 tới 1498, ô cửa kính lớn hình hoa hồng ở phía Tây được xây dựng lại dưới thời vua Charles VIII.
Vào thời kỳ Cách mạng Pháp, nhà thờ Sainte-Chapelle bị hư hại nặng nề. Các tác phẩm điêu khắc của nhà thờ bị phá hủy. Một số giữ được ngày nay trưng bày ở bảo tàng Cluny và bảo tàng Công trình kiến trúc Pháp. Sang thế kỷ 19, nhà thờ Sainte-Chapelle được hai kiến trúc sư Jacques-Félix Duban và Jean-Baptiste Lassus trùng tu vào năm 1837. Tới năm 1857, kiến trúc sư Emile Boeswillwald hoàn thành công việc sửa chữa nhà thờ Sainte-Chapelle.
|  |  |  |  |